# Bastionul Báthory din Târgu Mureș
Bastionul Báthory (în maghiară Báthory-bástya) sau Turnul mic (în maghiară Kis bástya) face parte din sistemul de fortificație a cetății medievale din Târgu Mureș fiind construită și administrată de breslele orașului liber regesc. Breslele au fost asociațiile profesionale și voluntare de meșteșugari aparținând unei meserii care au apărut în Evul Mediu după modelul localităților din Transilvania și au funcționat în incinta cetății până la ocuparea de armata austriacă.

## Istoric
Cercetările arheologice efectuate au arătat că din vechea fortificație s-au păstrat fundațiile zidurilor, pe latura de vest a cetății și pe latura sudică, cât și două turnuri pătrate, pe latura vestică care au fost înglobate în incinta din secolul al XVIII-lea. Cele două turnuri păstrate în întregime sunt: „Bastionul lui Báthory”, cunoscut și  ca „Turnul mic”, situat la colțul de nord-vest al fortificației, și turnul ce se juxtapune bastionului  blănarilor,  construit în anul 1629, situat la colțul de sud-est. Bastionul este de formă pătrată, în  partea lui superior, sub streașină, turnul are „guri de păcură” (mâchicoulis), care împreună cu forma pătrată țin indubitabil de secolul al XV-lea.

## Imagini

Blazonul nobiliar al familiei Báthory, de genere Gutkeled
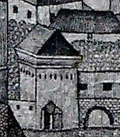
Bastionul pe gravura lui István Mikolai Tóth (1822)